# مارفن انقاريتا
مارفن انقاريتا (بالإسبانية: Marvin Angarita) (و. 1989  م) هو راكب دراجة هوائية، من كولومبيا، ولد في بارانكابيرميخا، شارك في طواف كوميونيداد مدريد 2017، وفولتا أستورياس 2017، يلعب كعداء دراجات ‏.

## روابط خارجية
- مارفن انقاريتا على موقع الاتحاد الدولي للدراجات (الإنجليزية)
- مارفن انقاريتا على موقع أرشيف الدراجات (الإنجليزية)
- مارفن انقاريتا على موقع إحصائيات الدراجات الإحترافية (الإنجليزية)
- مارفن انقاريتا على موقع نسبة الدراجات (الإنجليزية)